# قمليات
قمليات أو القمل هو الاسم الشائع لأي عضو من الفرع الحيوي عديمات الأجنحة أو Phthiraptera والتي تحتوي على ما يقرب من 5000 نوع من الحشرات الطفيلية عديمة الأجنحة. صنفت  عديمات الأجنحة بشكل مختلف عدة مرات كرتبة، أو تحت الرتبة، أو تحت تحت الرتبة، نتيجة لتطورات البحوث في علم الوراثة. القمل هي حشرة رمادية سمراء اللون صغيرة الحجم جداً ويبلغ طولها حوالي 2.5 مليمتر.
القمل طفيليات ملزمة، تعيش خارجياً على العوائل من ذوات الدم الحار والتي تشمل كل أنواع الطيور والثدييات باستثناء الكظاميات وآكل النمل الحرشفي والخفافيش. القمل هو ناقل للعديد من لأمراض مثل التيفوس.
يعيش القمل عادة على فروة رأس المضيف أو منطقة شعر العانة أو تحت الأبط ويعتاش على دم المضيف عن طريق عض فروة الرأس.
هي حشرة صغيرة في حجم حبة السمسم يكون لونها عندما تفقس من الصئبان أبيض ولكنها سرعان ما يتغير لونها إلى البني المحمر بمجرد تغذيتها على دم الإنسان.لها 6 أرجل مفصلية، حيث الرجلين الأماميتين ذات مخالب قوية تمكنها من التمسك بشعر الإنسان بقوة حتى أثناء الاستحمام.
ليس لها أجنحة ولكن تستطيع القفز ليس كما يعتقد كثير من الناس.

## مراحل تطور القمل
يقوم القمل الذكر البالغ والأنثى بالتزاوج ووضع البيض الذي يلصقانه بقوة على الشعرات الفردية القريبة من فروة الرأس والتي من الصعب إزالتها وبعد سبعة إلى ثمانية أيام تفقص بيوض القمل وتخرج منها صغار القمل تاركة قشور البيض البيضاء اللماعة فارغة على الشعر.
حشرات الشعر أو القمل هي حشرات في حجم حبة السمسم تقريباً وحين يخرج
القمل من الصئبان (بيض القمل) يكون شفافاً إلا أنه سرعان ما يتغير لونه إلى لون بني محمر بمجرد تغذيته على دم الشخص المصاب. يمتلك القمل ست أرجل ذات مخالب قوية تمكنه من التمسك بشعر الرأس في أحلك الظروف، كما في أثناء فترات الاستحمام، وعلى عكس ما يعتقده كثير من الناس فإن القمل لا يمتلك أجنحة لكنه يستطيع أن يقفز من رأس إلى أخرى.
تنضج أنثى القمل في 7-10 أيام فقط حيث تقدر بعدها على التبويض، وقد تبيض الأنثى حوالي 8 بيضات في اليوم الواحد. تفقس الصئبان هذه بعد 7-10 أيام أخرى لتتكرر الدورة الحياتية للقمل. يعيش القمل حوالي 30 يوماً فقط إلا أنه في حالة عدم وجوده على رأس إنسان، فإنه يهلك في خلال 24 ساعة بسبب عدم وجود المادة الغذائية الوحيدة له، ألا وهو دم الإنسان.

## طرق العدوى
من أجل الانتقال من رأس إلى آخر، لا بد من تقارب شديد بين رأس المصاب ورأس آخر، حيث أنه كما قلنا لا يستطيع القمل الانتقال إلا عن طريق الزحف. كما أنه من الممكن أن يترك قملاً على وسادة أو يوجد في مشط المصاب ثم يستخدمه آخر فينتقل بهذه الطريقة أيضاً، شريطة أن يكون ذلك في خلال 24 ساعة تقريباً من ترك القمل رأس صاحبه الأصلي هذا ولا تنتقل الصئبان من رأس إلى أخرى، وبالتالي فالطريقة الوحيدة لتواجد صئبان متعلقة بشعر رأس أحدهم هو بسبب وجود أنثى القمل الناضجة في رأس المصاب.

## الأعراض والعلامات التشخيصية
- الإحساس بشيء يتحرك على فروة الرأس.
- الحكة وقد يسبب أجراح في فروة الرأس.
- ظهور حبوب حمراء صغيرة على فروة الرأس والرقبة والأكتاف بسبب تحسس جلد الإنسان للعاب القمل عندما تتغذى على دم الإنسان.

- أماكن تواجد القمل في الرأس: تتواجد عادة خلف الأذن وفي آخر الرأس عند الرقبة
يتواجد بيض القمل على الشعر وهو يشبه كثيراً القشرة ولكن الفرق أنه صعب الإزالة

## الأسباب المؤدية لحدوث المرض
بالإمكان الإصابة بالعدوى بمجرد وصول قمل الرأس أو بيضه إلى فروة رأسك حيث أن أنثى القمل تضع من 7-9 بيضات في اليوم وتفقص البيضة بعد أسبوع من وضعها والعمر المحدد للقمل البالغ هو شهر.
وهناك أيضا قمل يسمى القمل الحماري ويستطيع التنقل بواسطة القفز.

## يتم انتشار القمل بـ
- ملامسة الجسد للجسد أو الرأس للرأس وهي الطريقة الأشهر لانتقال المرض.
- مشاركة الأغراض الشخصية بين المصاب والآخرين مثل فرشاة الشعر والمناشف والملابس.
- الجلوس أو التمدد على المفروشات التي بها قمل.

## الإستشاره الطبية
يستطيع الشخص القضاء على قمل الرأس عن طريق العناية الشخصية باستخدام شامبو مضاد للقمل ولكن إذا لم ينفع يجب استشارة الطبيب.

## المتابعة والتشخيص
يستخدم الطبيب في التشخيص ضوءاً خاصاً يسمى مصباح وود ويكون لون تجمعات البيض تحته أزرق. وأيضا من الطرق الأخرى لاكتشاف قمل الرأس أن نحضر مشطاً نظيفاً وتتم عملية تسريح الشعر من الخلف إلى الأمام. ,أفضل دليل على معرفة وجود القمل هو أن نشاهدها.
مضاعفات الإصابة بقمل الرأس
جروح وتشققات في فروة الرأس يستحسن مراجعة الطبيب فوراً.

## العلاج
يبدأ العلاج عادة بالعلاجات المتوفرة في الصيدليات دون الرجوع للطبيب للفرد المصاب في الأسرة. وإذا لم يؤثر الشامبو أو اللوشن على قمل الرأس بعدها يصف الطبيب لك علاجاً أقوى:
Malathaion *: هو لوشن يوضع على فروة الرأس والجسم ليقتل القمل. هذا المنتج قابل للاشتعال لذلك يجب الحذر. ويجب على المرأة الحامل استشارة الطبيب قبل استخدامه لانه قد يؤثر على صحة الجنين
- Lindane : هذا المركب متوفر على شكل كريم أو لوشن أو شامبو لا يستحسن أن تستخدم هذا الدواء إذا كان وزنك أقل من الطبيعي وطبعاً يجب على المرأة الحامل أن تستشير طبيبها قبل أن تأخذ الدواء. يمكن أن يسبب هذا الدواء تحسس للجلد.

- احرص على أن تستخدم هذا الدواء بعناية كما طلب منك. حتى وإن كنت تستخدم هذه الأدوية يجب عليك أيضاً أن تحافظ على نظافتك الشخصية ونظافة المكان الذي تعيش فيه وأن تستخدم أساليب الوقاية من قمل الرأس في المنزل.
- وهناك أدوية أخرى تستخدم بعد استشارة الطبيب المعالج.
- أحيانا قد يستخدم بعض الناس الغاز لقتل القمل

## الوقاية
من الصعب منع انتشار قمل الرأس في الأطفال في الحضانات أو المدارس بسبب كثرة الاتصال بينهم ومشاركة أشيائهم الخاصة مع بعضهم. أفضل طريقة للوقاية من قمل الرأس بأن تقضي عليها وعلى بيضها.
لكن لا بد أن يطلب الوالدان من أولادهم عدم مشاركة القبعات والملابس والمشط في المدرسة.
العناية الشخصية:
- استخدام اللوشن والشامبو: استخدم أي نوع من الشامبو للنظافة الشخصية وإذا استخدمت أنواع طبيبة فانتبهت أن هذه المستحضرات غير مستحسنة للأطفال دون سن سنتين.
- تمشيط الشعر الرطب بالمشط: ويستحسن ذلك لمدة أربعة مرات في الأسبوع وتستخدم هذه الطريقة مع العلاج وفي الأطفال تحت سن السنتين يفضل البدء بهذه الطريقة أولا.
- حفظ الأدوات الشخصية التي تستخدم للعناية بالشعر في حقائب بلاستيكية (أكياس بلاستيك) : وتعزل الأدوات في هذه الأكياس لمدة 4 أيام مما يؤدي إلى قتل القمل والبيض.
- غسل الأدوات وخاصة التي يستخدمها الحلاقون: يستحسن غسل الأدوات بالماء ومسحوق الغسيل ويجب أن تكون حرارة الماء عالية على الأقل لمدة 20 دقيقة.
- استخدام المكنسة الكهربائية للشفط وتنظيف الأثاث.
- تغليف المفروشات: استخدم البلاستيك لتغليف المفروشات لمدة أسبوعين على الأقل حتى لا تتكرر العدوى.
- إغسل فرشاة الشعر والمشط: استخدم الماء الساخن والصابون أو نظفها بالمعقم.

## أنواع القمل
ينقسم القمل إلى ثلاثة أنواع رئيسية :
قمل الرأس وهو أكثرها شيوعاً - وقمل الجسم وقمل العانة، أما عن أعراضها - قمل الرأس - فهي تتميز بحكة تؤدي إلى ظهور تقيحات في مؤخرة الرأس. ويمكن أن تتضخم الغدد الليمفاوية في المنطقة
وفيما يتعلق بالعلاج فإن المعالجة تعتمد على التخلص من الصئبان (البيوض) الملتصقة على الشعر وذلك بأجهزة تمشيط خاصة، وحالياً ظهرت أجهزة إلكترونية (مشط إلكتروني) ليقتل الصئبان والقمل، إضافة إلى غسل الرأس بالمستحضرات الطبية التي تتكون في أساسها من مادة جاما بنزين هيكسا كلوريد.
ولكن الحل المنطقي فعلياً هو أن يعتني المرء بالنظافة، فالنظافة هي المقياس الأكيد لخلو الرأس من هذه الحشرة الضارة.

## معرض صور

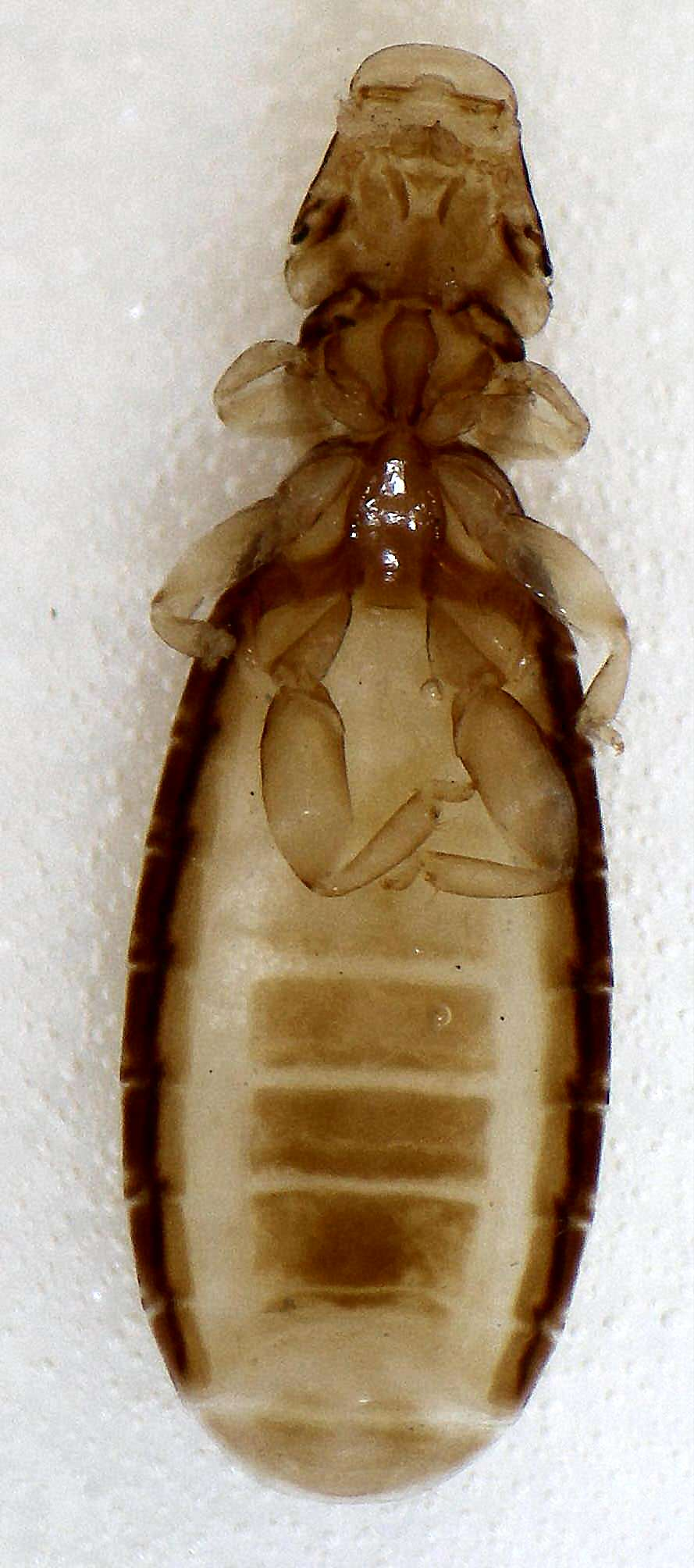
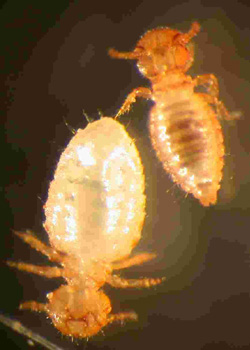
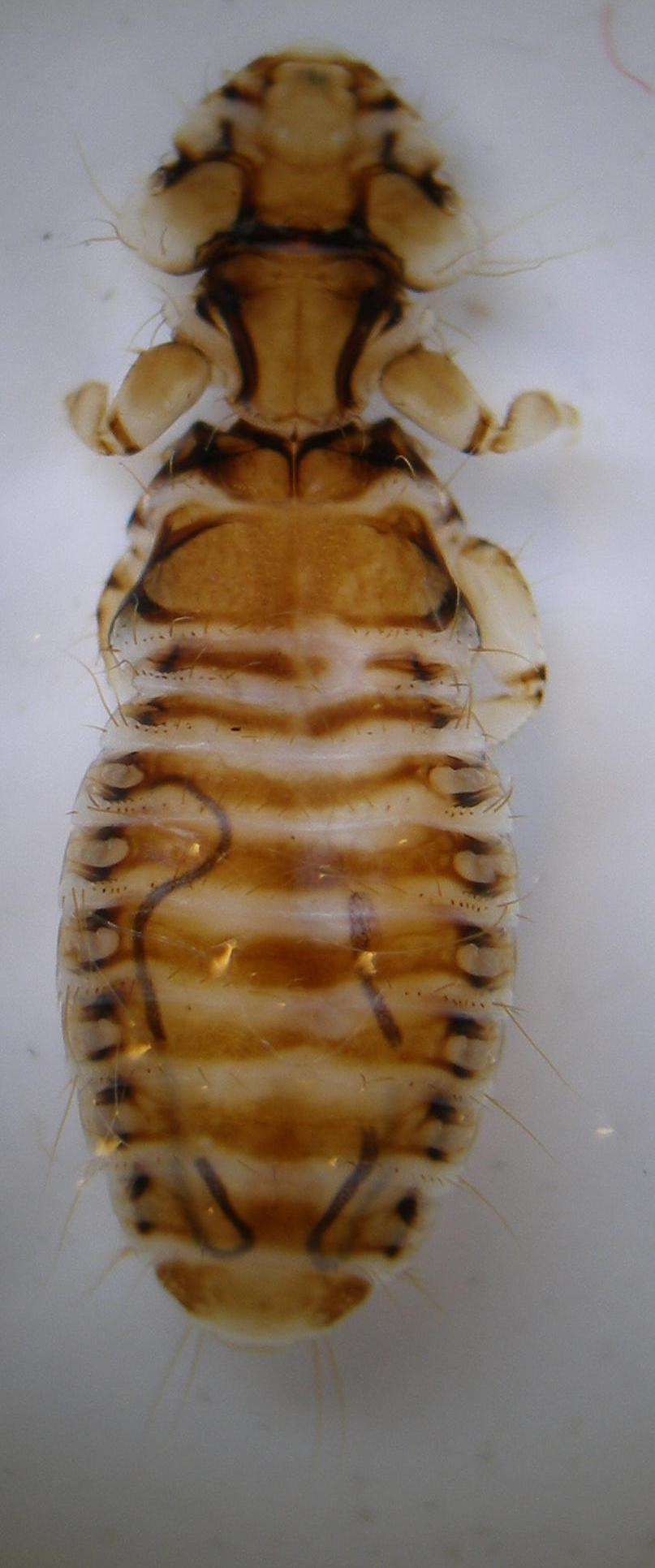